# Acropyga paludis
Acropyga paludis é uma espécie de formiga do gênero Acropyga, pertencente à subfamília Formicinae.